# Neurolepis aristata
Neurolepis aristata är en gräsart som först beskrevs av William Munro, och fick sitt nu gällande namn av Albert Spear Hitchcock. Neurolepis aristata ingår i släktet Neurolepis och familjen gräs. Inga underarter finns listade i Catalogue of Life.